# 五六豪雪

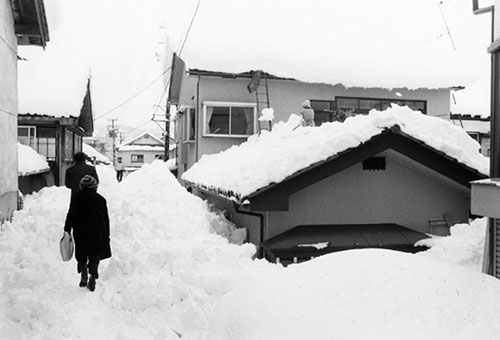
屋根付近まで積った雪の上を歩く人々

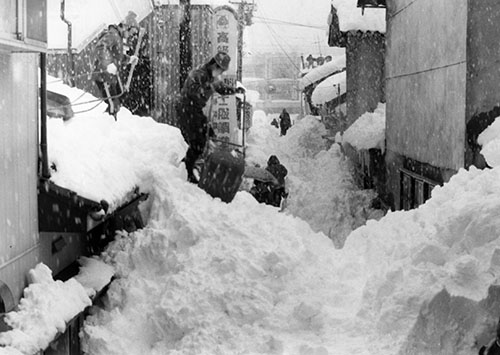
大野市六間通り･大野上･下黒谷 屋根の雪下ろし

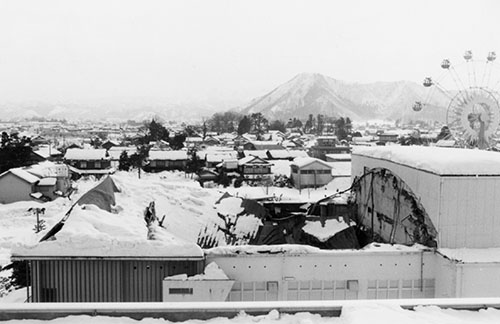
雪の重みで潰れた建物（武生市文化センター中ホール）

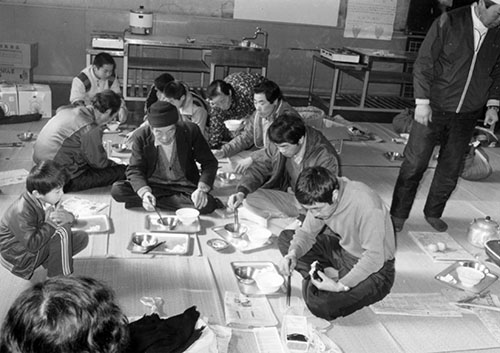
避難場所における食事風景

五六豪雪（ごうろくごうせつ）は、1980年（昭和55年）12月から1981年（昭和56年）3月にかけて、東北地方から北近畿までを襲った記録的豪雪である。昭和56年豪雪（しょうわ56ねんごうせつ）などとも呼ばれる。

## 解説
日本海北部からオホーツク海へ進んだ低気圧が1980年（昭和55年）12月中旬から発達して停滞し、強い冬型の気圧配置が続いた。このため、日本海側の地方で記録的な大雪となった。
さらに同年は気温も全国的に平年より低く日照時間の短さも三八豪雪に匹敵するほどだったので、雪が解けず積もり続けるばかりの状態になってしまった。そのため北陸地方では積雪が平地で100 cm、山沿いでは300 cmを超えた（後述）。十日町市の山間部の枯木又集落では積雪深が6 m近かったとも言われる。
着雪や強風による送電線の切断や鉄塔の倒壊が相次ぎ漁船の遭難被害も多発した。マツダ（当時・東洋工業）は自動車専用船で富山新港のマツダ岸壁へ自動車を運んでいたが、雪の重みで大量の自動車が壊れ、船による輸送から撤退した。
この冬の降雪量合計は福井市で1963年（昭和38年）の596 cmを超え、622 cmを記録。1986年（昭和61年）と並んで歴代1位タイである。

## 記録
- 最深積雪（気象庁[4]）
  - 新庄（新庄市） 188 cm
  - 山形（山形市） 113 cm（1893年 - 2023年の歴代1位）
  - 若松（会津若松市） 115 cm（1953年 - 2023年の歴代2位）
  - 長岡（長岡市） 212 cm（1980年 - 2023年の歴代1位）
  - 守門（守門村） 463 cm（1980年 - 2023年の歴代1位）
  - 十日町（十日町市） 391 cm（1980年 - 2023年の歴代1位）
  - 高田（上越市） 251 cm
  - 富山（富山市） 160 cm
  - 伏木（高岡市） 154 cm
  - 高山（高山市） 128 cm（1899年 - 2023年の歴代1位）
  - 金沢（金沢市） 125 cm
  - 白山河内（河内村） 308 cm（1980年 - 2023年の歴代1位）
  - 福井（福井市） 196 cm（1897年 - 2023年の歴代3位）
  - 大野（大野市） 262 cm（1980年 - 2023年の歴代1位）
  - 敦賀（敦賀市） 196 cm（1897年 - 2023年の歴代1位）
  - 伊吹山（伊吹町） 820 cm（1919年 - 2023年の歴代4位）
  - 豊岡（豊岡市） 102 cm

## 被害
死者133人
負傷者2158人
行方不明者19人
住宅全壊165棟
住宅半壊301棟
床下浸水7365棟
床上浸水732棟
（以上、消防白書から）

### 交通
国鉄金沢鉄道管内では、1980年12月 - 1981年3月の旅客列車64,570本のうち8,026本（約12%）、貨物列車24,310本のうち5,355本（約22%）が運休となった。

## 福井県での五六豪雪の記録
福井県では1980年（昭和55年）12月27日から29日にかけて嶺北地方を中心に終日雷を伴って激しい雪となったが、12月に福井市の積雪が100 cmを超えたのは1917年（大正6年）以来のことであった。翌1981年（昭和56年）1月4日から8日にかけては再び嶺北地方を中心に大雪となり、10日からは特に降雪が激しさを増した。

### 福井県内の観測記録
福井県内の観測記録は以下の通り。
| 要素         | 福井               | 敦賀                   |
| ------------ | ------------------ | ---------------------- |
| 総降雪量     | 622 cm             | 560 cm                 |
| 期間降雪量   | 497 cm             | 466 cm                 |
| 起日         | 12月26日 - 1月25日 | 12月26日 - 1月25日     |
| 日最大降雪量 | 73 cm              | 48 cm                  |
| 起日         | 1月5日             | 1月5日 1月12日 1月13日 |
| 最深積雪     | 196 cm             | 196 cm                 |
| 起日         | 1月15日            | 1月15日                |

### 福井県内のエピソード
集中的なドカ雪のため、国鉄北陸本線は1980年（昭和55年）12月29日と1981年（昭和56年）1月6日はほぼ完全麻痺となり、私鉄の京福越前本線は1980年（昭和55年）12月29日から1981年（昭和56年）1月1日まで、および同年1月6日から10日まで全線不通となった。
福井県大野郡和泉村などの山間部は完全孤立した。
記録的な大雪のため、雪捨て場となった福井県庁の堀は雪であふれ、排雪量は18万m2（ダンプ5万台分）にも及んだ。この雪山は隣の5階建の福井県警本部の建物と並ぶほどになり「五六豪雪新山」と呼ばれることもあった。この雪山は6月まで残った。

### ギャラリー

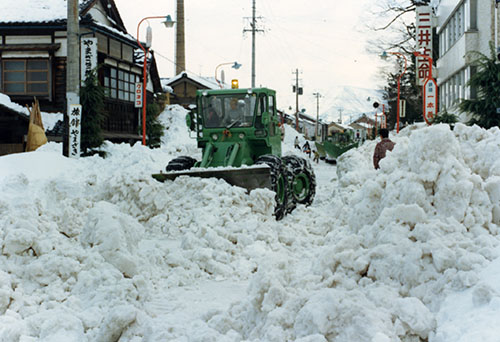
56豪雪 除雪作業 大野六間通り
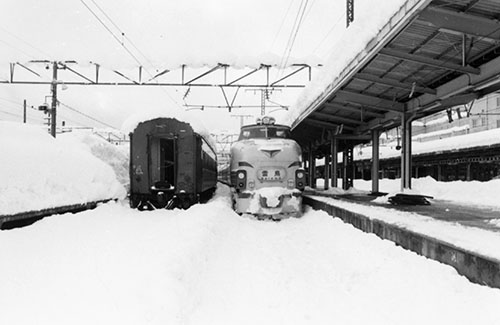
56豪雪 雪の為運休中の雷鳥
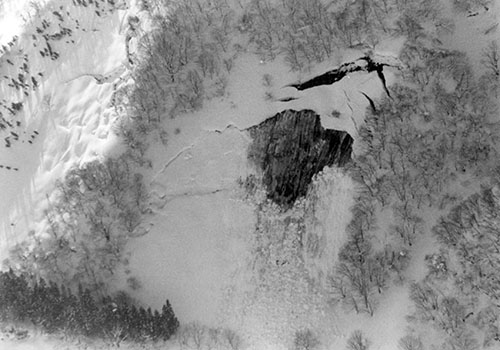
56豪雪 雪崩の現場
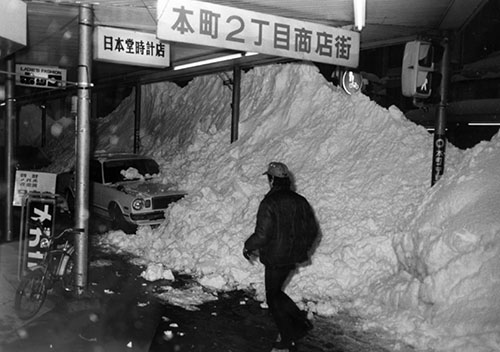
56豪雪 雪の入り込んだ本町商店街
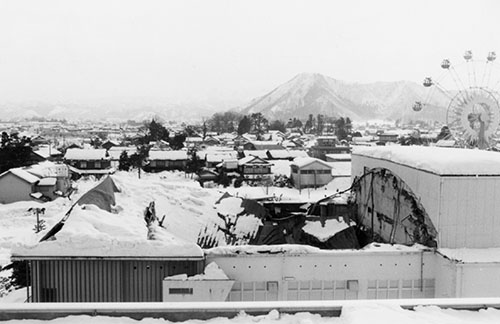
56豪雪 雪の重みで潰れた建物 （武生市文化センター中ホール）
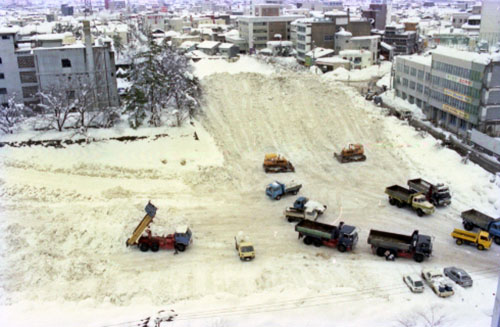
56豪雪時お堀の除雪処理現場